# Oligacanthorhynchus spira
Espèce
Synonymes
- Echinorhynchus spira Diesing, 1851 - protonyme
- Echinorhynchus oligacanthoides Rudolphi, 1819
- Echinorhynchus uromasticus Fraipoint, 1882
- Gigantorhynchus aurae (Travassos, 1912)

Oligacanthorhynchus spira est une espèce d'acanthocéphales de la famille des Oligacanthorhynchidae. 
C'est un parasite digestif de rapaces néotropicaux découvert par Karl Moritz Diesing en 1851.